# Manama Club
Maillots
Actualités
Le Manama Club (en arabe : نادي المنامة) est un club bahreïni de football fondé le 19 août 1946 et basé à Manama, la capitale du pays.
Il dispute ses rencontres à domicile au Stade national de Bahreïn, qu'il partage avec quatre autres clubs de Manama.

## Histoire
Manama Club est fondé en 1946. Le club remporte son premier titre national en 2017 en s'imposant en finale de la King's Cup. Ce succès lui permet de participer pour la première fois à une compétition continentale, la Coupe de l'AFC 2018. Il n'a jusqu'à présent jamais remporté le championnat, son meilleur résultat étant une place de dauphin lors de la saison 2013-2014.

## Palmarès
| Compétitions nationales                                             |
| ------------------------------------------------------------------- |
| - Coupe de Bahreïn (1) : - Vainqueur : 2016-17. - Finaliste : 1966. |